# Теорії виникнення держави
Теорії ви́никнення держа́ви — теорії, що пояснюють сенс і характер змін, умови і причини виникнення держави.

Юридичній науці відомо багато теорій виникнення держави. На певному етапі розвитку суспільства виникає потреба у його специфічній окремій організації. Упродовж тривалого часу люди жили, навіть не маючи уявлення про держави. Внаслідок розкладу первіснообщинного ладу існували певні передумови.
Питання про походження держави є дискусійним, оскільки етнографічна й історична науки дають нові знання про ці причини.

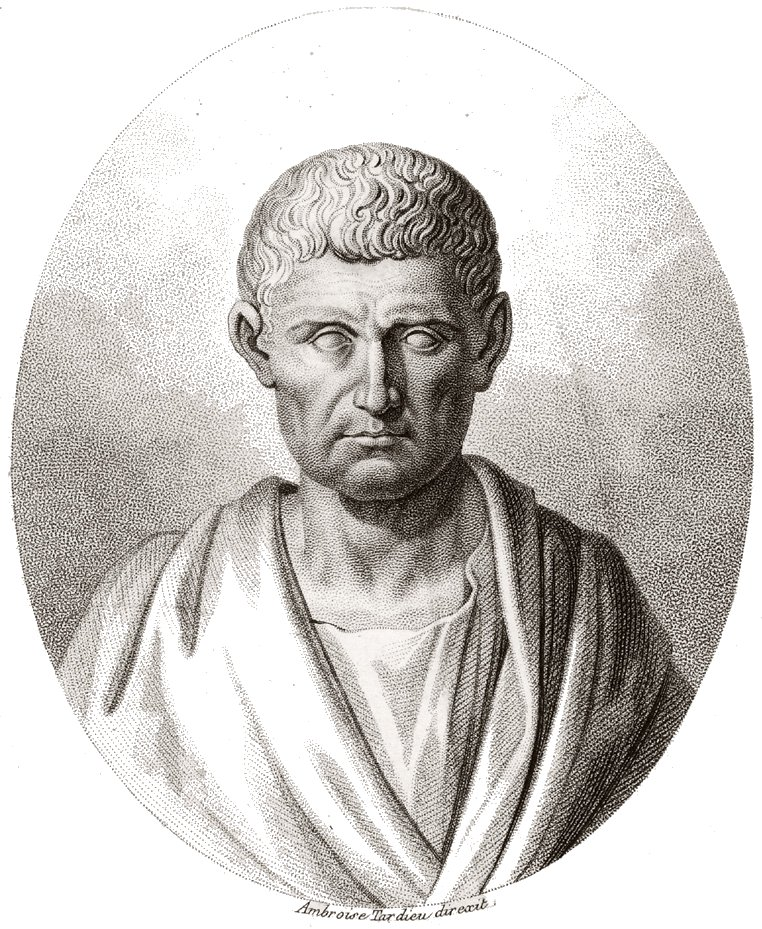
Давньогрецький філософ Аристотель

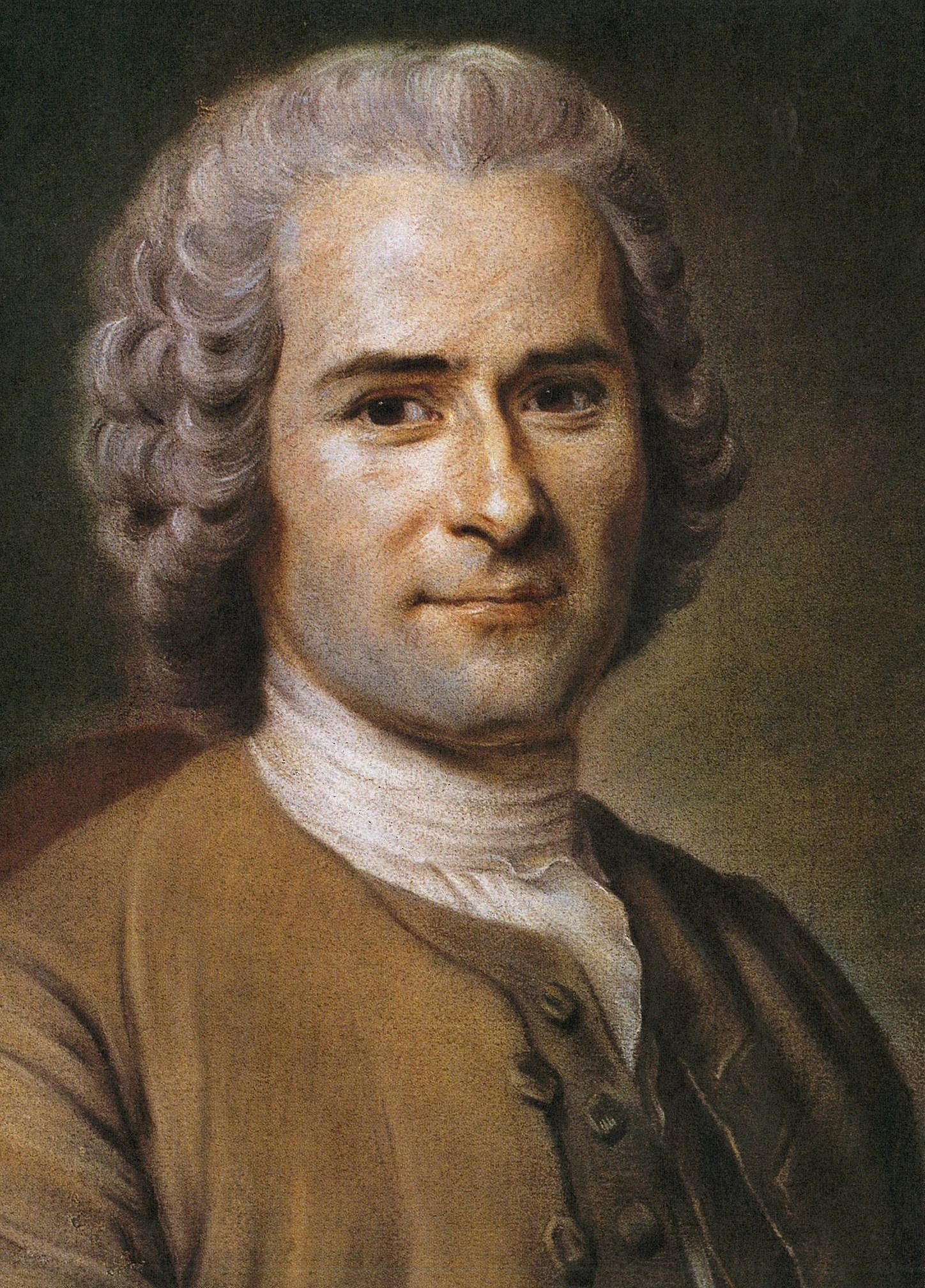
Французький філософ Жан-Жак Руссо

## Теорії походження держави
- Міфологічні і релігійні концепції
- Расова теорія
- Патріархальні і патерналістські концепції
- Органічні концепції
- Теорія юридичного позитивізму
- Природно-правові (договірні) концепції
- Насильницькі концепції
- Психологічні концепції
- Лібертарно-юридична теорія
- Патримоніальна теорія
- Теорія стаціонарного (осілого) бандита